# Epitonium
Epitonium (nomeados, em inglês, wentletraps -pl.; nome derivado do alemão wendeltreppe, cujo significado, traduzido para o português, é "escada em espiral", devido à forma de suas conchas, e assim também denominadas staircase shells ou ladder shells -pl.; em português - PRT -, escalárias -pl.; em castelhano, escalas ou escalarias -pl.) é um gênero de moluscos gastrópodes, marinhos e carnívoros de cnidários, pertencente à família Epitoniidae. Foi classificado por Peter Friedrich Röding, em 1798; com sua espécie-tipo, Epitonium scalare, descrita no ano de 1758 por Lineu.

## Descrição da concha
Conchas em forma de torre, com espiral geralmente alta e coloração de branca a castanha em graus variados. Com abertura de circular a oval, sem canal sifonal e com o relevo de sua concha geralmente bem esculpido de lamelas ou costelas de crescimento, espaçadas, não sendo esta uma característica única deste gênero. Opérculo córneo e circular, com finas e poucas voltas espirais e com núcleo quase central.

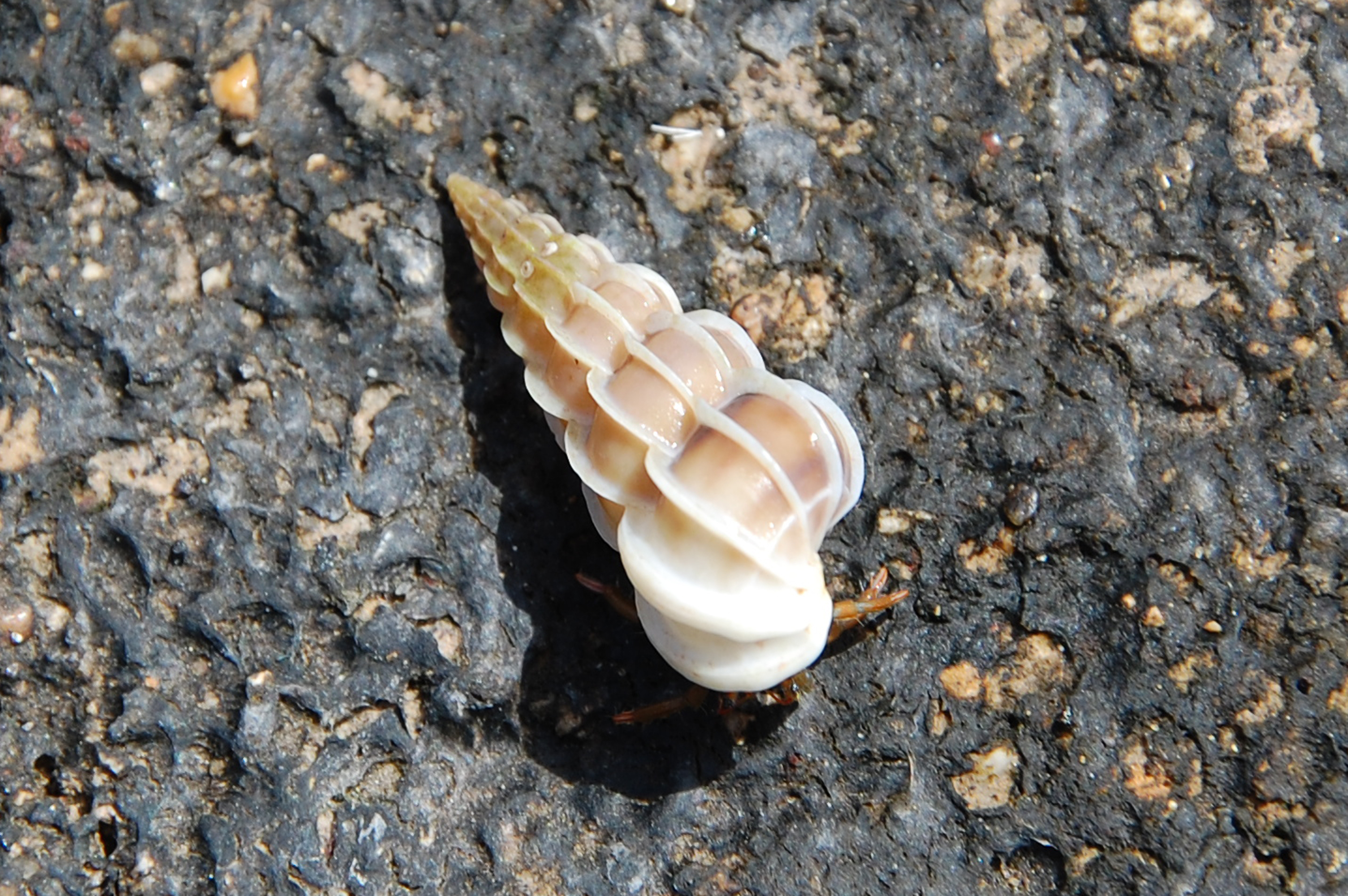
Vista superior da concha do Epitoniidae Gyroscala commutata; uma espécie que esteve denominada Epitonium lamellosum durante o século XX.

## Espécies deEpitonium
- Epitonium abyssicola (Schepman, 1909)
- Epitonium acanthopleurum (Verco, 1906)
- Epitonium acapulcanum Dall, 1917
- Epitonium aciculinum (Hinds, 1844)
- Epitonium actinariophilum (Masahito & Habe, 1976)
- Epitonium aculeatum (G. B. Sowerby II, 1844)
- Epitonium adjunctum (Jousseaume, 1912)
- Epitonium aequale (Thiele, 1925)
- Epitonium agitabile (Jousseaume, 1912)
- Epitonium alabiforme Kilburn, 1985
- Epitonium alatum (G. B. Sowerby II, 1844)
- Epitonium albidum (d'Orbigny, 1842)
- Epitonium albolineatum (G. B. Sowerby II, 1844)
- Epitonium algerianum (Weinkauff, 1866)
- Epitonium alizonae (Melvill, 1912)
- Epitonium amathusium (Melvill & Standen, 1903)
- Epitonium amiculum Kilburn, 1985
- Epitonium amicum (Jousseaume, 1894)
- Epitonium amplexum Nakayama, 2003
- Epitonium anabathmos Kilburn, 1985
- Epitonium angulatum (Say, 1831)
- Epitonium angulicinctum (de Boury, 1913)
- Epitonium angustum (Dunker, 1861)
- Epitonium antisoa (Iredale, 1936)
- Epitonium apiculatum (Dall, 1889)
- Epitonium aranea Bonfitto, 2017
- Epitonium arcanum DuShane, 1979
- Epitonium artimi (Jousseaume, 1912)
- Epitonium atomus (E. A. Smith, 1890)
- Epitonium audouini (Jousseaume, 1894)
- Epitonium aureomaculatum (Masahito & Habe, 1973)
- Epitonium auritum (G. B. Sowerby II, 1844)
- Epitonium austrocaledonicum (Montrouzier, 1859)
- Epitonium avalites (Jousseaume, 1912)
- Epitonium babylonia (Dall, 1889)
- Epitonium barissum (Iredale, 1936)
- Epitonium beachportense (Cotton & Godfrey, 1938)
- Epitonium bellastriatum (Carpenter, 1864)
- Epitonium bellicosum Hedley, 1907
- Epitonium bengalense (E. A. Smith, 1899)
- Epitonium berryi (Dall, 1907)
- Epitonium bevdeynzerae Garcia E., 2001
- Epitonium blaisei (Barnard, 1963)
- Epitonium bonaespei (Barnard, 1963)
- Epitonium bouryi (Jousseaume, 1894)
- Epitonium boutetorum Garcia, 2016
- Epitonium brachyspeira Kilburn, 1985
- Epitonium brevissimum (Seguenza, 1876)
- Epitonium bucknilli Powell, 1924
- Epitonium bulbulum (G. B. Sowerby II, 1844)
- Epitonium caamanoi Dall & Bartsch, 1910
- Epitonium calideum (Melvill & Standen, 1903)
- Epitonium californicum Dall, 1917
- Epitonium callipeplum Dall, 1919
- Epitonium candeanum (d'Orbigny, 1842)
- Epitonium candidissimum (Monterosato, 1877)
- Epitonium canna Dall, 1919
- Epitonium carchedon (Iredale, 1936)
- Epitonium castum (G. B. Sowerby II, 1873)
- Epitonium catalinense Dall, 1917
- Epitonium catanuense (G. B. Sowerby II, 1844)
- Epitonium celesti (Aradas, 1854)
- Epitonium cerdantum (Melvill & Standen, 1903)
- Epitonium championi Clench & R. D. Turner, 1952
- Epitonium chiarae Bozzetti, 2007
- Epitonium chinglinae Y.-C. Lee & W.-L. Wu, 1998
- Epitonium christiani Bozzetti, 2008
- Epitonium christyi (Iredale, 1936)
- Epitonium clathratulum (Kanmacher, 1798)
- Epitonium clathrus (Linnaeus, 1758)
- Epitonium clementinum (Grateloup, 1840)
- Epitonium climacotum Kilburn, 1985
- Epitonium columba Kilburn, 1985
- Epitonium columnella Dall, 1917
- Epitonium commodum (E. A. Smith, 1890)
- Epitonium conjunctum (Yokoyama, 1922)
- Epitonium connexum (G. B. Sowerby II, 1844)
- Epitonium continens (Melvill & Standen, 1903)
- Epitonium cookeanum Dall, 1917
- Epitonium cophinodes (Melvill, 1904)
- Epitonium coretum (Iredale, 1936)
- Epitonium corniculum Y.-C. Lee & C.-W. Huang, 2016
- Epitonium coutieri (Jousseaume, 1912)
- Epitonium couturieri (de Boury, 1912)
- Epitonium crassicostatum Gittenberger & Gittenberger, 2005
- Epitonium crassum (G. B. Sowerby II, 1844)
- Epitonium creberrimum (Hinds, 1844)
- Epitonium crebricostatum (Carpenter, 1864)
- Epitonium crispatum (Pease, 1868)
- Epitonium crypticocorona Kilburn, 1985
- Epitonium cultellicostum (de Boury, 1913)
- Epitonium cumingii (Carpenter, 1856)
- Epitonium curvilineatum (G. B. Sowerby II, 1844)
- Epitonium dallianum (Verrill & S. Smith [in Verrill], 1880)
- Epitonium deflersi (Jousseaume, 1912)
- Epitonium deificum (Melvill & Standen, 1903)
- Epitonium denticulatum (G. B. Sowerby II, 1844)
- Epitonium dentiscalpium (R. B. Watson, 1883)
- Epitonium deschampsi Garcia, 2003
- Epitonium dubium (G. B. Sowerby II, 1844)
- Epitonium duocamurum Y.-C. Lee, 2001
- Epitonium durhamianum Hertlein & A. M. Strong, 1951
- Epitonium eboreum (E. A. Smith, 1906)
- Epitonium eclecticum (Melvill & Standen, 1903)
- Epitonium elenense (G. B. Sowerby II, 1844)
- Epitonium elisae Bozzetti, 2007
- Epitonium eltanini (Dell, 1990)
- Epitonium emiliae (Melvill & Standen, 1903)
- Epitonium emydonesus Dall, 1917
- Epitonium erranum (Melvill & Standen, 1896)
- Epitonium erroneum (Tapparone Canefri, 1876)
- Epitonium eulita (Dall & Simpson, 1901)
- Epitonium eusculptum (G. B. Sowerby III, 1903)
- Epitonium eutaenium Dall, 1917
- Epitonium evanidstriatum Zelaya & Güller, 2017
- Epitonium eximiellum (Masahito, Kuroda & Habe, 1971)
- Epitonium eximium (A. Adams & Reeve, 1850)
- Epitonium extenuicostum (de Boury, 1913)
- Epitonium fabrizioi Pastorino & Penchaszadeh, 1998
- Epitonium falconi Kilburn, 1985
- Epitonium fasciatum (G. B. Sowerby II, 1844)
- Epitonium fauroti (Jousseaume, 1912)
- Epitonium ferminense L. G. Brown, 2019
- Epitonium ferrugineum (Mörch, 1852)
- Epitonium ferussacii (Audouin, 1826)
- Epitonium finitimum (Monterosato, 1890)
- Epitonium fischeri (R. B. Watson, 1897)
- Epitonium foliaceicosta (d'Orbigny, 1842)
- Epitonium fractum Dall, 1927
- Epitonium fragile (Hanley, 1840)
- Epitonium friabile (G. B. Sowerby II, 1844)
- Epitonium frielei (Dall, 1889)
- Epitonium fucatum (Pease, 1861)
- Epitonium fulvovittatum (Dautzenberg, 1890)
- Epitonium georgettinum (Kiener, 1838)
- Epitonium glabratum (Hinds, 1844)
- Epitonium gloriolum (Melvill & Standen, 1901)
- Epitonium godfreyi (Cotton, 1938)
- Epitonium goldsmithi (DuShane, 1988)
- Epitonium goniophorum (Melvill & Standen, 1903)
- Epitonium gracile (G. B. Sowerby II, 1844)
- Epitonium graciliconfusum Nakayama, 2000
- Epitonium gradaticostatum (Fenaux, 1938)
- Epitonium gradatum (G. B. Sowerby II, 1844)
- Epitonium gradilis (Jousseaume, 1912)
- Epitonium graviarmatum A. Gittenberger & E. Gittenberger, 2005
- Epitonium gravieri (Jousseaume, 1912)
- Epitonium grayi (Nyst, 1871)
- Epitonium habeli Dall, 1917
- Epitonium hamatulae Preston, 1915
- Epitonium hancocki DuShane, 1970
- Epitonium harimaense Makiyama, 1924
- Epitonium harpa (Jousseaume, 1912)
- Epitonium harpago Kilburn, 1985
- Epitonium heloris (Iredale, 1936)
- Epitonium hemmesi DuShane, 1988
- Epitonium hexagonum (G. B. Sowerby II, 1844)
- Epitonium hindsii (Carpenter, 1856)
- Epitonium hispidulum (Monterosato, 1874)
- Epitonium histricosum (Jousseaume, 1912)
- Epitonium hueti Bozzetti, 2011
- Epitonium huffmani DuShane & McLean, 1968
- Epitonium humerosum (G. B. Sowerby III, 1901)
- Epitonium humphreysii (Kiener, 1838)
- Epitonium idalium (Melvill, 1912)
- Epitonium ilariae Bozzetti, 2007
- Epitonium illovoense (Barnard, 1963)
- Epitonium imperiale (G. B. Sowerby II, 1844)
- Epitonium inaequale (Thiele, 1925)
- Epitonium incurvatum (Fenaux, 1938)
- Epitonium indianorum (Carpenter, 1865)
- Epitonium indistinctum (G. B. Sowerby II, 1844)
- Epitonium inexpertum L. G. Brown & Weil, 1999
- Epitonium innesi (Jousseaume, 1912)
- Epitonium instrictum (E. von Martens, 1904)
- Epitonium interstriatum (G. B. Sowerby III, 1905)
- Epitonium irregulare (G. B. Sowerby II, 1844)
- Epitonium ishimotoi (Masahito & Habe, 1976)
- Epitonium janae Cossignani, 2020
- Epitonium jani Segers, Swinnen & De Prins, 2009
- Epitonium japonicum (Dunker, 1861)
- Epitonium jickelii (Clessin, 1897)
- Epitonium jimpyae Kilburn, 1985
- Epitonium jolyi (Monterosato, 1878)
- Epitonium jomardi (Audouin, 1826)
- Epitonium jousseaumei (de Boury, 1886)
- Epitonium juanitae Garcia, 2003
- Epitonium jukesianum (Forbes, 1852)
- Epitonium kastoroae Garcia, 2003
- Epitonium kazusense (Yokoyama, 1922)
- Epitonium kilburni Drivas & Jay, 1989
- Epitonium kiyohimae Nakayama, 2000
- Epitonium klunzingeri (Clessin, 1897)
- Epitonium koshimagani (Nakayama, 1991)
- Epitonium koyamai (Nakayama, 1995)
- Epitonium kraussi (Nyst, 1871)
- Epitonium krebsii (Mörch, 1875)
- Epitonium labeo (Jousseaume, 1912)
- Epitonium lachrymulum (Jousseaume, 1912)
- Epitonium lacrima Kilburn, 1985
- Epitonium laidlawi (Melvill & Standen, 1903)
- Epitonium latifasciatum (G. B. Sowerby II, 1874)
- Epitonium latum Bozzetti, 2009
- Epitonium leali Garcia, 2011
- Epitonium liliputanum (A. Adams, 1861)
- Epitonium linctum (de Boury & Monterosato, 1890)
- Epitonium lineolatum (G. B. Sowerby II, 1844)
- Epitonium lowei (Dall, 1906)
- Epitonium luceo (DuShane, 1988)
- Epitonium lyra (G. B. Sowerby II, 1844)
- Epitonium macleani DuShane, 1970
- Epitonium macromphalus E. A. Smith, 1910
- Epitonium maestratii Garcia, 2003
- Epitonium malayanum (Thiele, 1925)
- Epitonium malcolmense (Melvill, 1898)
- Epitonium malhaensis (Jousseaume, 1894)
- Epitonium maraisi Kilburn, 1985
- Epitonium margarita (Jousseaume, 1912)
- Epitonium marmoratum (G. B. Sowerby II, 1844)
- Epitonium matthewsae Clench & R. D. Turner, 1952
- Epitonium melior (Melvill & Standen, 1903)
- Epitonium mellissi (E. A. Smith, 1890)
- Epitonium melvilli (Schepman, 1909)
- Epitonium millecostatum (Pease, 1861)
- Epitonium mindoroense (G. B. Sowerby II, 1844)
- Epitonium minorum (Iredale, 1936)
- Epitonium minutia (Jousseaume, 1912)
- Epitonium minuticostatum (de Boury, 1912)
- Epitonium mirabile Bozzetti, 2008
- Epitonium miserum (de Boury, 1913)
- Epitonium mitraeforme (G. B. Sowerby II, 1844)
- Epitonium moolenbeeki van Aartsen, 1996
- Epitonium morassii Bonfitto, 2017
- Epitonium mucronatum (Fenaux, 1943)
- Epitonium multicostatum (G. B. Sowerby II, 1844)
- Epitonium multistriatum (Say, 1826)
- Epitonium muricatum (Risso, 1826)
- Epitonium mzambanum Kilburn, 1985
- Epitonium nanum (Jeffreys, 1884)
- Epitonium nautlae (Mörch, 1875)
- Epitonium nearense L. G. Brown, 2019
- Epitonium nitidella (Dall, 1889)
- Epitonium nodai Nakayama, 2000
- Epitonium novangliae (Couthouy, 1838)
- Epitonium obesum (G. B. Sowerby II, 1847)
- Epitonium obliquum (G. B. Sowerby II, 1844)
- Epitonium obtusum (G. B. Sowerby, 1844)
- Epitonium occidentale (Nyst, 1871)
- Epitonium octogonum (G. B. Sowerby III, 1905)
- Epitonium okezoko (Habe, 1961)
- Epitonium opeas Kilburn, 1985
- Epitonium oppositum (de Boury, 1921)
- Epitonium optabile (A. Adams, 1861)
- Epitonium ossium Nakayama, 2000
- Epitonium ovale (G. B. Sowerby II, 1844)
- Epitonium padangense (Thiele, 1925)
- Epitonium pallasi (Kiener, 1838)
- Epitonium pallidizonatum (Masahito, Kuroda & Habe, 1971)
- Epitonium parspeciosum (Iredale, 1929)
- Epitonium parvonatrix Kilburn, 1985
- Epitonium pasiphaes (Melvill, 1912)
- Epitonium paumotense (Pease, 1868)
- Epitonium perangustum (de Boury, 1913)
- Epitonium perfoliatum (Thiele, 1925)
- Epitonium perimense (Jousseaume, 1912)
- Epitonium perlucidum (Jousseaume, 1912)
- Epitonium perlucidum (Fenaux, 1943)
- Epitonium philippinarum (G. B. Sowerby II, 1844)
- Epitonium philtatum (R. B. Watson, 1886)
- Epitonium phymanthi R. Robertson, 1994
- Epitonium pigrum Garcia, 2011
- Epitonium platypleurum (Verco, 1906)
- Epitonium polacia (Dall, 1889)
- Epitonium politum (G. B. Sowerby II, 1844)
- Epitonium porrectum (Hinds, 1843)
- Epitonium profundum Nakayama, 2000
- Epitonium proximum (Thiele, 1925)
- Epitonium psomion Kilburn, 1985
- Epitonium pteroen Kilburn, 1977
- Epitonium pulchellum (Bivona, 1832)
- Epitonium pulcherrimum (G. B. Sowerby II, 1844)
- Epitonium pupiforme (Masahito, Kuroda & Habe, 1971)
- Epitonium pyramidale (G. B. Sowerby II, 1844)
- Epitonium quiquandoni Bozzetti, 2007
- Epitonium rectilaminatum (Dall, 1907)
- Epitonium reflexum (Carpenter, 1856)
- Epitonium regulare (Carpenter, 1857)
- Epitonium repandior Kilburn, 1985
- Epitonium repandum Kilburn, 1985
- Epitonium replicatum (G. B. Sowerby II, 1844)
- Epitonium reticulatum Y.-C. Lee & W.-L. Wu, 1998
- Epitonium rhips (R. B. Watson, 1897)
- Epitonium rimbogai (Masahito & Habe, 1976)
- Epitonium rissoinaeforme (Melvill & Standen, 1903)
- Epitonium robillardi (G. B. Sowerby III, 1894)
- Epitonium rostratum (Jousseaume, 1912)
- Epitonium sakuraii (Kuroda & Habe, 1961)
- Epitonium sallykaicherae Kilburn, 1985
- Epitonium sanctaehelenae (E. A. Smith, 1890)
- Epitonium sandwichense (Nyst, 1871)
- Epitonium santinii Bozzetti, 2007
- Epitonium savignyi (Jousseaume, 1912)
- Epitonium sawamurai Azuma, 1960
- Epitonium sawinae (Dall, 1903)
- Epitonium scalare (Linnaeus, 1758)
- Epitonium schepmani Melvill, 1910
- Epitonium schoedei (Thiele, 1925)
- Epitonium semidisjunctum (Jeffreys, 1884)
- Epitonium sericifilum (Dall, 1889)
- Epitonium sexcostum (Jousseaume, 1912)
- Epitonium shyorum DuShane & McLean, 1968
- Epitonium simplex (G. B. Sowerby III, 1894)
- Epitonium skoglundae DuShane, 1974
- Epitonium smithii (Tryon, 1887)
- Epitonium smriglioi Bonfitto, 2010
- Epitonium sororastra Kilburn, 1985
- Epitonium sousai Bozzetti, 2008
- Epitonium sowerbyanum (Nyst, 1871)
- Epitonium sowerbyi Clessin, 1884
- Epitonium spirilla (Monterosato, 1890)
- Epitonium spyridion Kilburn, 1985
- Epitonium stigmaticum (Pilsbry, 1911)
- Epitonium striatellum (Nyst, 1871)
- Epitonium striatissimum (Monterosato, 1878)
- Epitonium subauriculatum (Souverbie, 1866)
- Epitonium subcastum (E. A. Smith, 1899)
- Epitonium subtile (G. B. Sowerby II, 1844)
- Epitonium suprastriatum (Carpenter, 1857)
- Epitonium sykesii (Melvill & Standen, 1903)
- Epitonium symmetricum (Pease, 1868)
- Epitonium synekhes Kilburn, 1985
- Epitonium syoichiroi Masahito & Habe, 1976
- Epitonium tabogense Dall, 1917
- Epitonium tacitum (Iredale, 1936)
- Epitonium taiwanicum Y.-C. Lee & W.-L. Wu, 1998
- Epitonium tamsinae Kilburn, 1985
- Epitonium tenebrosum (G. B. Sowerby III, 1903)
- Epitonium tenellum (Hutton, 1885)
- Epitonium tenue (Gray, 1826)
- Epitonium tenuicostatum (G. B. Sowerby II, 1844)
- Epitonium tenuiliratum (G. B. Sowerby II, 1874)
- Epitonium tenuipicturatum Nakayama, 2000
- Epitonium terebriforme (Thiele, 1925)
- Epitonium textimattum DuShane, 1977
- Epitonium texturatum (Gould, 1847)
- Epitonium thelcterium (Melvill & Standen, 1903)
- Epitonium thorssoni DuShane, 1988
- Epitonium thrasys (Iredale, 1936)
- Epitonium thyraeum Kilburn, 1985
- Epitonium tiberii (de Boury, 1890)
- Epitonium tiburonense Clench & R. D. Turner, 1952
- Epitonium tinctorium Dall, 1919
- Epitonium tinctum (Carpenter, 1864)
- Epitonium tokyoense Kuroda, 1930
- Epitonium tollini Bartsch, 1938
- Epitonium tomlini (de Boury, 1913)
- Epitonium tosaense (Azuma, 1962)
- Epitonium townsendi (Melvill & Standen, 1903)
- Epitonium trevelyanum (G. Johnston, 1841)
- Epitonium trochoides (de Boury, 1912)
- Epitonium tryoni (de Boury, 1913)
- Epitonium tumidulum (Thiele, 1930)
- Epitonium turritellula (Mörch, 1875)
- Epitonium turtonis (W. Turton, 1819)
- Epitonium umbilicatum (Pease, 1869)
- Epitonium unifasciatum (G. B. Sowerby II, 1844)
- Epitonium vaillanti (Jousseaume, 1912)
- Epitonium vallatum (Jousseaume, 1912)
- Epitonium venosum (G. B. Sowerby II, 1844)
- Epitonium viaderi (Fenaux, 1938)
- Epitonium vitreum (Thiele, 1925)
- Epitonium vittatum (Jeffreys, 1884)
- Epitonium vivens Bozzetti, 2009
- Epitonium walkerianum Hertlein & A. M. Strong, 1951
- Epitonium webbii (d'Orbigny, 1840)
- Epitonium willetti A. M. Strong & Hertlein, 1937
- Epitonium worsfoldi R. Robertson, 1994
- Epitonium yamakawai (Yokoyama, 1922)
- Epitonium yangi L. G. Brown, 2010
- Epitonium yemenita Bonfitto, 2017
- Epitonium yokoyamai Suzuki & Ichikawa, 1936
- Epitonium zabargadense Bonfitto, 2017
- Epitonium zatrephes (Melvill, 1910)
- Epitonium zeteki Dall, 1917[1]